# Livađe
Livađe (cyr. Ливађе) – wieś w Serbii, w okręgu rasińskim, w gminie Brus. W 2011 roku liczyła 126 mieszkańców.